# Železniční zabezpečovací zařízení

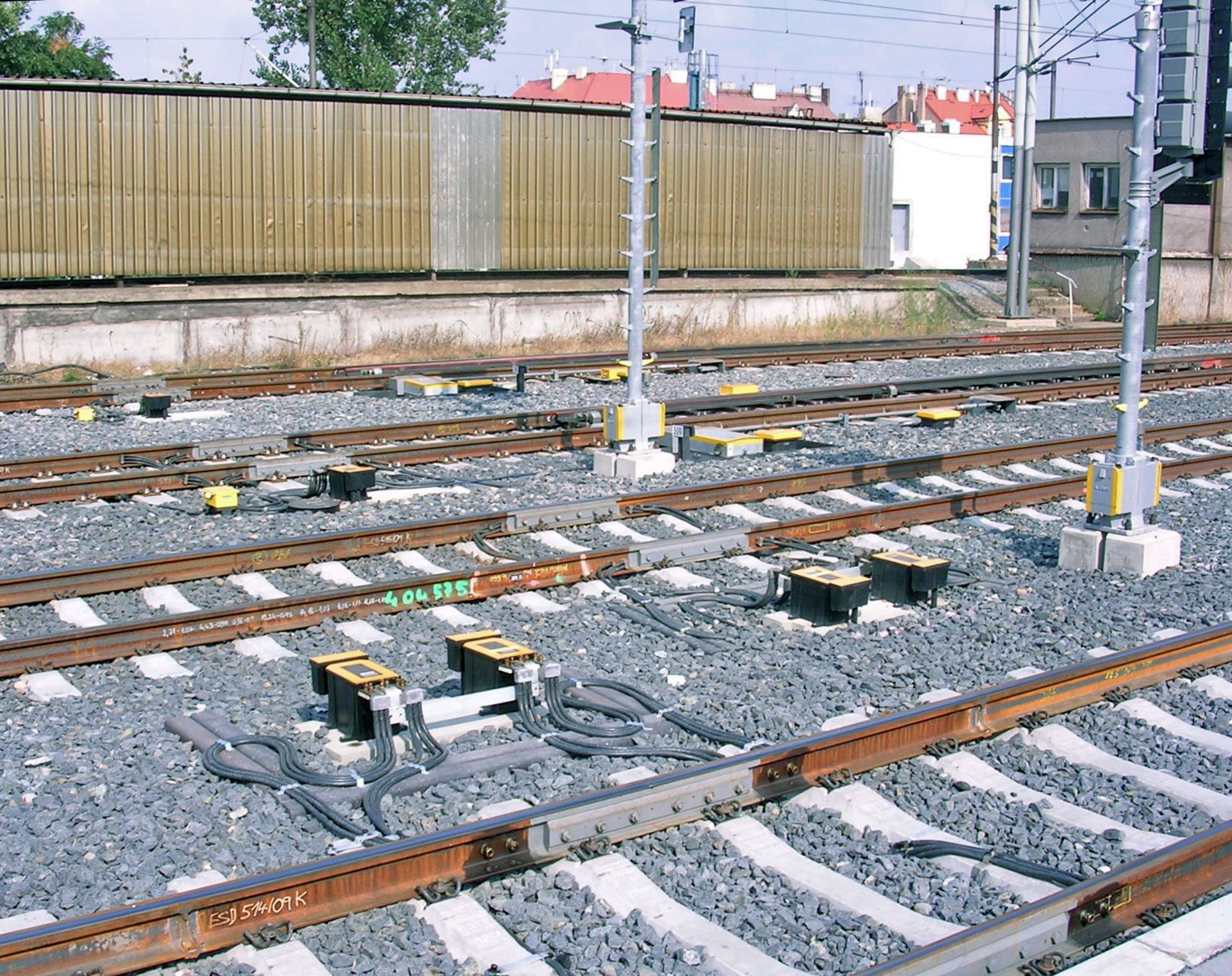
Pohled na kolejiště železniční stanice opatřené velkým počtem vnějších prvků zabezpečovacího zařízení

Železniční zabezpečovací zařízení (dále jen zabezpečovací zařízení) je soubor technických prostředků a vazeb mezi nimi, které přispívají k bezpečnosti železničního provozu. Především tím, že kontrolují, případně i nahrazují činnost dopravních zaměstnanců při řízení železniční dopravy.

## Projev poruch zabezpečovacích zařízení
Zabezpečovací zařízení slouží mimo jiného k řízení jízd vlaků, což provádí pomocí hlavních návěstidel nebo vlakového zabezpečovače. Zařízení dovoluje jízdu vlaku až po spolehlivém zjištění, že jsou splněny podmínky pro jeho bezpečnou jízdu (viz dále). Následně dohlíží na plnění těchto podmínek po celou dobu jízdy vlaku.
Při selhání funkce zabezpečovacího zařízení by mohlo dojít až ke vzniku nehody znamenající – v nejhorším případě – ztráty na lidských životech, ekologické a hmotné škody. Z toho důvodu je nutno na každé zabezpečovací zařízení pohlížet jako na systém tzv. bezpečnostně-kritický a navrhovat jej takovým způsobem, aby se každá jeho porucha projevila bezpečnějším (na železnici zpravidla více omezujícím) stavem, tzv. fail-safe chování.

## Třídění zabezpečovacích zařízení
Můžeme je rozdělit podle několika kritérií:
- Podle místa a situace použití na:
  1. staniční zabezpečovací zařízení (SZZ),
  2. traťová zabezpečovací zařízení (TZZ),
  3. přejezdová zabezpečovací zařízení (PZZ),
  4. vlaková zabezpečovací zařízení (VZ),
  5. zařízení pro mechanizaci a automatizaci spádovišť (SpZZ).

- Podle technologie (provedení závislostí) na:
  1. mechanická,
  2. elektromechanická,
  3. elektrodynamická,
  4. elektropneumatická,
  5. reléová (RZZ),
  6. hybridní,
  7. elektronická.

## Staniční zabezpečovací zařízení

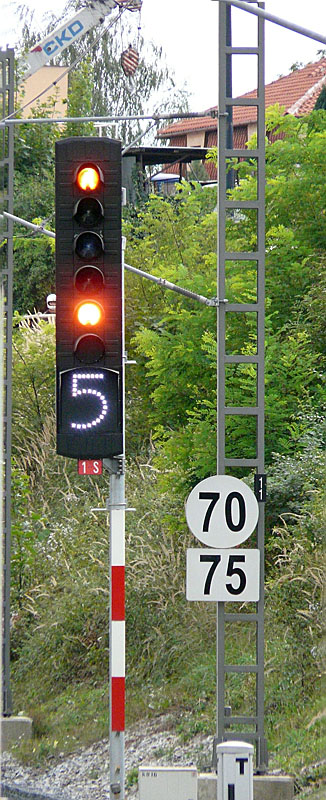
Vjezdové návěstidlo ohraničuje oblast řízenou staničním zabezpečovacím zařízením

Staniční zabezpečovací zařízení (SZZ) zajišťuje plnění podmínek pro bezpečnou jízdu po celou dobu průjezdu vlaku nebo posunového dílu. Podmínky pro bezpečnou jízdu jsou:
1. volnost jízdní cesty,
2. správné polohy všech pojížděných a odvratných výhybek a výkolejek,
3. závěr těchto prvků, tj. znemožnění jejich pohybu po dobu jízdy vlaku nebo posunového dílu,
4. vyloučení současně zakázaných jízdních cest, aby nedošlo k ohrožení postavené jízdní cesty jízdou jiného vlaku nebo posunového dílu.

Teprve po splnění těchto podmínek je možné přestavit návěstidlo na začátku jízdní cesty do polohy dovolující jízdu (vydat vlaku oprávnění k jízdě), čímž je ukončen proces stavění jízdní cesty. Po celou dobu platnosti oprávnění k jízdě musí být na plnění těchto podmínek dohlíženo. Rušení jízdní cesty je možné až po přestavení návěstidla do polohy zakazující jízdu a po spolehlivém zjištění, že celý vlak nebo posunový díl projel všechny prvky jízdní cesty, jejichž závěr je rušen.
Staniční zabezpečovací zařízení se dělí podle stupně zabezpečení jízdních cest – podle toho, kolik výše uvedených podmínek kontroluje – do tří kategorií:
| Kategorie | Kontrola volnosti JC | Závislost návěstidel na poloze výhybek a výkolejek | Výluky současně zakázaných JC | Příklady                                               |
| --------- | -------------------- | -------------------------------------------------- | ----------------------------- | ------------------------------------------------------ |
| 1.        | nemá                 | nemá                                               | nemá                          | nezávislá návěstidla (např. tabulka s klíči)           |
| 2.        | nemá                 | má (jen pro vlaky)                                 | má (jen pro vlaky)            | ústřední zámek; mechanická, elektromechanická stavědla |
| 3.        | má                   | má (pro vlaky i posun)                             | má (pro vlaky i posun)        | reléová, hybridní, elektronická stavědla               |

Pozn.: JC = jízdní cesta. Pokud je v přehledu uvedeno „nemá“, pak za danou funkci odpovídá určený dopravní zaměstnanec.

## Traťová zabezpečovací zařízení
Traťové zabezpečovací zařízení (TZZ) zvyšuje bezpečnost jízdy vlaků a posunů mezi dopravnami na širé trati (tedy mezi dopravnami s kolejovým rozvětvením). Zabezpečuje jízdy následných vlaků a vylučuje protisměrné jízdy vlaků (po jedné traťové koleji).

## Přejezdová zabezpečovací zařízení

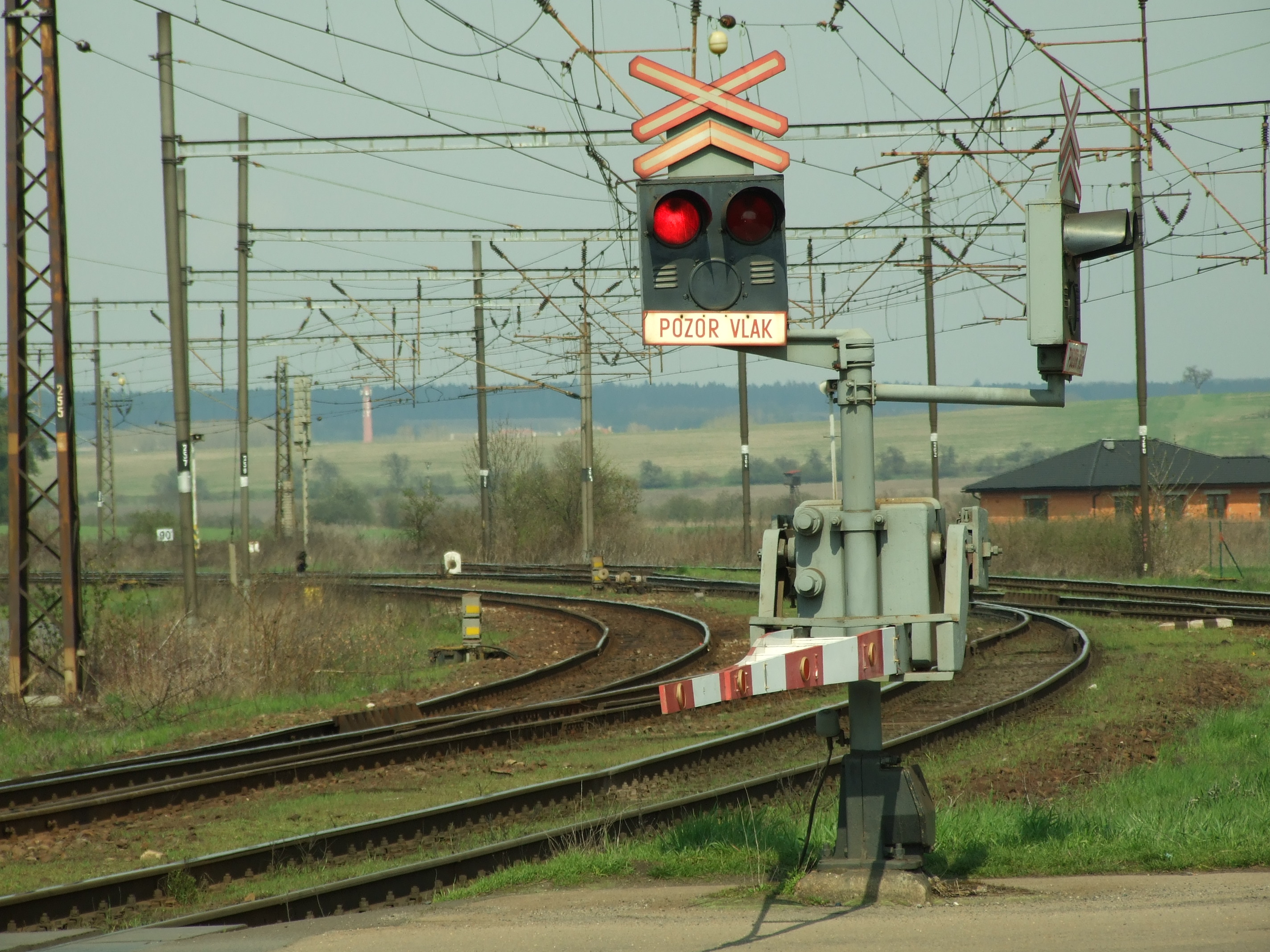
Světelné přejezdové zabezpečovací zařízení ve výstražném stavu

Přejezdové zabezpečovací zařízení (PZZ) zvyšuje bezpečnost dopravy v místě úrovňového křížení dvou rozdílných druhů dopravních cest (silniční a železniční). Přejezdové zabezpečovací zařízení včasným spuštěním výstrahy varuje účastníky silničního provozu před železničním vozidlem, které má přednost a které se blíží k železničnímu přejezdu.
Přejezdová zabezpečovací zařízení se dělí podle druhu základní výstrahy na:
- mechanická přejezdová zabezpečovací zařízení (PZM),
- světelná přejezdová zabezpečovací zařízení (PZS).

Doplňkovou výstrahu pro světelná přejezdová zabezpečovací zařízení představuje výstraha zvuková, případně mechanická (závory).

## Vlaková zabezpečovací zařízení
Vlakové zabezpečovací zařízení, často také vlakový zabezpečovač (VZ), zvyšuje bezpečnost dopravy tím, že kontroluje strojvedoucího, zda dodržuje limitní parametry jízdy vlaku. V případě jejich nerespektování spustí rychločinné brzdění. Vlakové zabezpečovací zařízení se skládá z části traťové a mobilní.
Podle způsobu přenosu informací z tratě na vlak se vlaková zabezpečovací zařízení dělí na liniová a bodová.

#### Firmy z oblasti zabezpečovací techniky
- AŽD Praha s.r.o.
- První Signální, a.s. Ostrava
- STARMON s.r.o. Choceň
- AK signal Brno a.s.
- Signal Mont, s.r.o. Hradec Králové
- Monzas, s.r.o., Ústí nad Labem
- První SaZ Plzeň a.s.
- SIGNALBAU a.s. Přerov
- Intersignal s.r.o.